# Listroderes distinguendus
Listroderes distinguendus är en skalbaggsart som beskrevs av Leonard Gyllenhaal 1834. Listroderes distinguendus ingår i släktet Listroderes, och familjen vivlar. Inga underarter finns listade i Catalogue of Life.